# Костишово
Костишово — деревня в Троицком административном округе Москвы (до 1 июля 2012 года была в составе Подольского района Московской области). Входит в состав поселения Щаповское.

## Население
| 1859 | 1890 | 1899 | 1926 | 2002 | 2006 | 2010 |
| ---- | ---- | ---- | ---- | ---- | ---- | ---- |
| 193  | ↘180 | ↘127 | ↗163 | ↘8   | ↗9   | ↗12  |

Согласно Всероссийской переписи, в 2002 году в деревне проживало 8 человек (3 мужчин и 5 женщин). По данным на 2005 год в деревне проживало 9 человек.

## География
Деревня Костишово расположена в восточной части Троицкого административного округа, у границы с Подольским районом, примерно в 46 км к юго-западу от центра города Москвы.
В 2 км северо-западнее деревни проходит Варшавское шоссе, в 3 км к юго-западу — Московское малое кольцо А107, в 9 км к востоку — Симферопольское шоссе М2, в 5 км к востоку — линия Курского направления Московской железной дороги.
В 1,5 км от деревни протекает река Моча бассейна Пахры. Ближайшие населённые пункты — деревни Хлыново, Бородино и село Ознобишино.

## История
В «Списке населённых мест» 1862 года — казённая деревня 1-го стана Подольского уезда Московской губернии по левую сторону Московско-Варшавского шоссе, из Подольска в Малоярославец, в 8 верстах от уездного города и 20 верстах от становой квартиры, при колодцах и реке Моче, с 22 дворами и 193 жителями (92 мужчины, 101 женщина).
По данным на 1899 год — деревня Дубровицкой волости Подольского уезда с 127 жителями.
В 1913 году — 27 дворов.
По материалам Всесоюзной переписи населения 1926 года — центр Костишевского сельсовета Дубровицкой волости Подольского уезда в 2,1 км от Варшавского шоссе и 4,3 км от станции Гривно Курской железной дороги, проживало 163 жителя (78 мужчин, 85 женщин), насчитывалось 28 крестьянских хозяйств.
1929—1963, 1965—2012 гг. — населённый пункт в составе Подольского района Московской области.
1963—1965 гг. — в составе Ленинского укрупнённого сельского района Московской области.
С 2012 г. — в составе города Москвы.